# Heinrich Eberhard

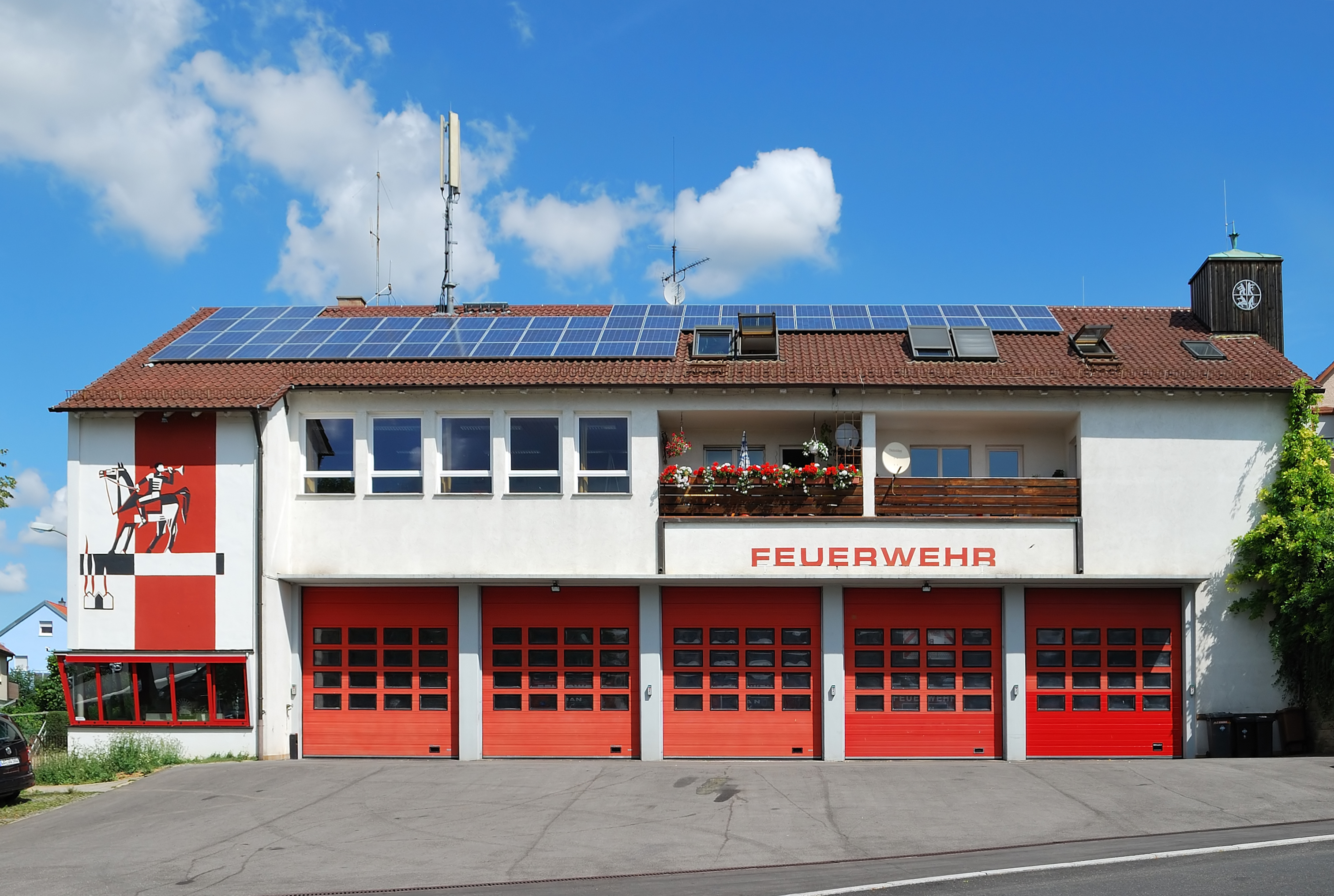
Požární stanice v Ditzingenu

Heinrich Eberhard (13. září 1919 – 25. května 2003) byl německý malíř a grafik. Studoval na akademii výtvarných umění ve Stuttgartu. Bojoval na východní frontě 2. světové války, později se živil jako učitel. V 80. letech se vrátil zpět k malířství.

## Život a dílo
Začal studovat malířství na Akademii výtvarných umění ve Stuttgartu v letech 1938–1940. Povolaný jako voják do druhé světové války skončil na východní frontě. Po ruském válečném vězení se dostal domů a zkoušel se živit jako nezávislý umělec. Rychle zjistil, že nemůže žít jen z umění, doplnil si magisterské vzdělání, pokračoval jako umělec na částečný úvazek a později jako učitel na odborné škole ve Stuttgartu. Několik let působil jako učitel na odborových uměleckých seminářích ve Württembersku. Od roku 1981 pokračoval jako malíř a grafik ve vlastním studiu. Některé jeho práce jsou na prodej v Artnetu.

## Díla
- Feuerreiter (1959, na fasádě požární stanice v Ditzingenu)[1]
- Feuerwehrhaus in der Münchinger Straße[1]
- Ansicht der Stadt Ditzingen (1966, Ditzingen, radnice)[2]